# Зеленой, Александр Павлович
Алекса́ндр Па́влович Зелено́й (25 августа [6 сентября] 1872, Одесса — 4 сентября 1922, Петроград) — русский и советский контр-адмирал, участник Первой мировой и Гражданской войн.

## Биография
Сын полного генерала по Адмиралтейству Павла Алексеевича Зеленого (1833—1909) родился в Одессе 25 августа (6 сентября) 1872 года.
Окончил Морской кадетский корпус в 1892 году и Минный офицерский класс в 1901 году. С 1895 года был в кругосветном плавании на императорской яхте «Штандарт»; в 1896 году произведён в лейтенанты.
С 1908 по 1910 год командовал миноносцами «Боевой» и «Доброволец», после чего в чине капитана 1-го ранга был назначен на должность военно-морского агента в Великобритании. В 1912 году был командиром линейного корабля «Андрей Первозванный». С началом Первой мировой войны занимал различные штабные должности в Балтийском флоте; в том числе был начальником минной обороны Балтийского моря; 12 сентября 1917 года произведён в контр-адмиралы.
В декабре 1917 года — член Российской комиссии по перемирию.
С 1918 года — в советском флоте. Активный участник подготовки и проведения Ледового похода Балтийского флота в 1918 году, затем командовал учебными отрядами.
В 1919—1920 годах командовал морскими силами Балтийского моря.
Во время обороны Петрограда руководил некоторыми морскими операциями против английских и эстонских военно-морских сил.
С 1920 года — эксперт по морским вопросам Революционного военного совета и уполномоченный морского ведомства при советском представительстве в Финляндии.
Скончался «от сердечной недостаточности» 4 сентября 1922 года, похоронен на Казачьем кладбище Александро-Невской лавры.

## Семья
Во Владивостоке 10 января 1897 года женился на Вере Александровне Костромитиновой (1877 — не ранее 1909). Сведений об их детях нет.

Могила А. П. Зеленого на Казачьем кладбище Александро-Невской лавры.